# Фюзеляж

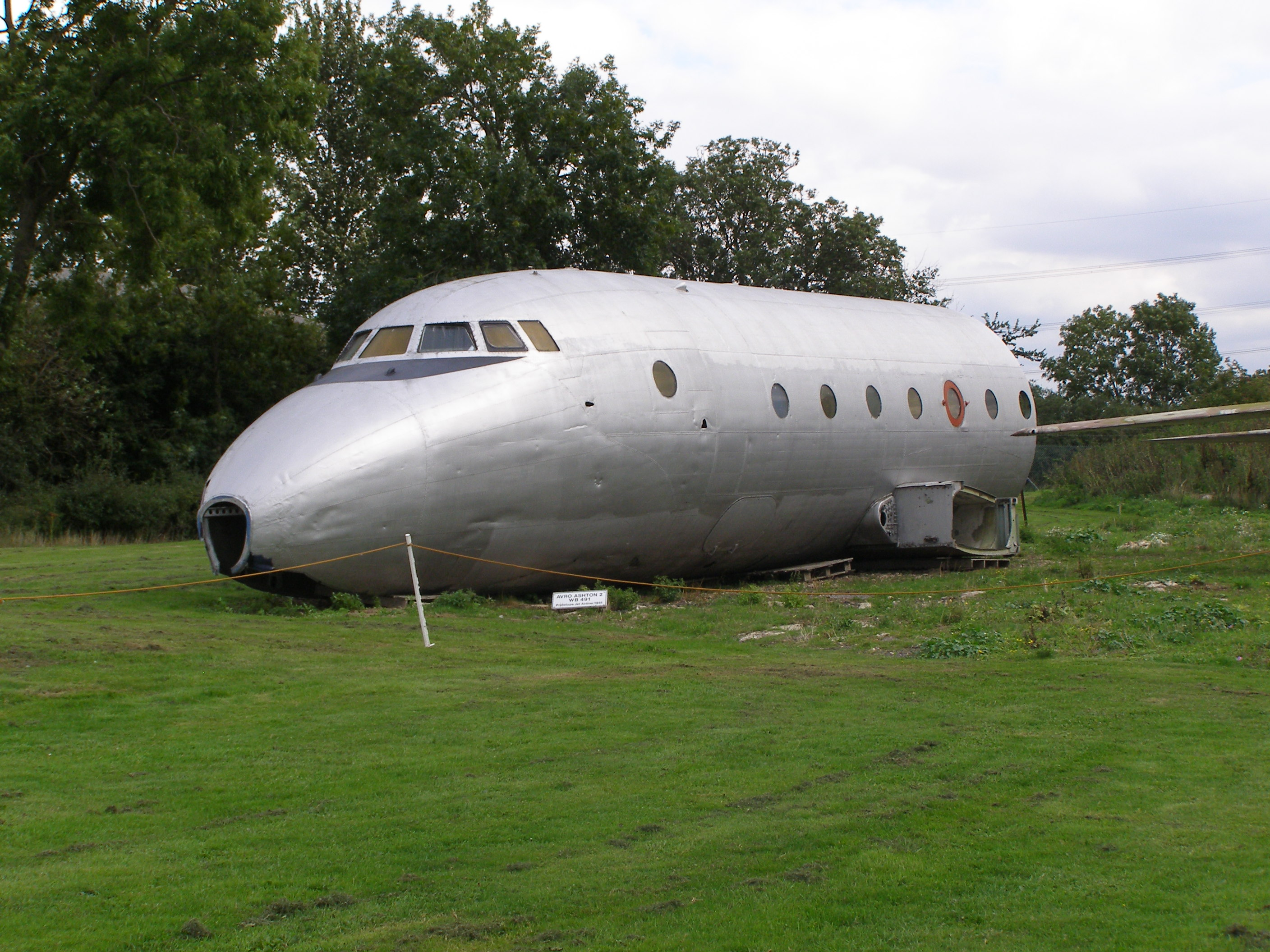
Фюзеляж

Фюзеля́ж (фр. fuselage, від fuseau — «веретено») — корпус літального апарата. Зв'язує між собою крила, оперення та (іноді) шасі. Фюзеляж літака призначений для розміщення екіпажу, устаткування та корисного навантаження. У фюзеляжі може розміщуватися паливо, шасі, двигуни. Окремо розглядається схема компоновки літаюче крило, в потовщеній частині якого і розміщується все, що звичайно розміщують у фюзеляжі.

## Загальні відомості про фюзеляж
Оскільки фюзеляж є основою конструкції літака, він об'єднує в силовому відношенні в єдине ціле всі його частини. До фюзеляжу, при збереженні якнайменшої маси, ставиться ряд основних вимог:
- мінімальний лобовий опір;
- раціональне використання внутрішніх об'ємів;
- забезпечення необхідного огляду з кабіни пілотів та екіпажу;
- простота завантаження та розвантаження;
- надійна герметизація та теплозвукоізоляція, необхідна вентиляція, опалення та освітлення кабін.

Виконання цих вимог досягається:
- вибором таких зовнішніх форм і значень параметрів фюзеляжу, при яких виходять мінімальний лобовий опір і найбільший корисний об'єм при визначених габаритах;
- використанням несучих фюзеляжів, що створюють значну (до 40 %) підйомну силу в інтегральних схемах літака. Це дозволяє зменшити площу крила і понизити його масу;
- раціональним використанням корисних об'ємів за рахунок підвищення густини компоновки, а також за рахунок компактнішого розміщення вантажів поблизу центру мас (ЦМ). Останнє сприяє зменшенню масових моментів інерції і поліпшенню характеристик маневреності, а звуження діапазону зміни центровок при різних варіантах завантаження, вигорянні палива, витраті боєприпасів забезпечує велику стабільність характеристик стійкості та керованості літака;
- узгодженням силової схеми фюзеляжу з силовими схемами приєднаних до нього агрегатів. При цьому необхідно забезпечити: надійне кріплення, передачу і урівноваження навантажень від силових елементів крила, оперення, шасі, силової установки на силові елементи фюзеляжу; сприйняття масових сил від цільового навантаження, устаткування і від конструкції фюзеляжу, а також від аеродинамічного навантаження, що діє на фюзеляж, і навантаження від надмірного тиску в гермокабіні.
- забезпеченням зручність підходів до різних агрегатів, розміщених у фюзеляжі, для їх огляду і ремонту; зручність входу і виходу екіпажу та пасажирів, викиду десанту і озброєння, зручність завантаження, швартування і вивантаження призначених для перевезення вантажів. Пасажирам і екіпажу забезпечуються необхідні життєві умови і певний рівень комфорту при польоті на великій висоті, тепло- та звукоізоляція кабін, можливість швидкого і безпечного аварійного покидання літака, екіпажу — хороший огляд з кабіни.

## Зовнішні форми фюзеляжу
Найвигіднішою формою фюзеляжу є осесиметричне тіло обертання з плавним звуженням у носовій і хвостовій частинах. Така форма забезпечує мінімальну при заданих габаритах площу поверхні, а значить і мінімальну масу обшивки, та мінімальний опір тертя фюзеляжу. Круглий перетин тіла обертання вигідний за масою і при дії надмірного тиску в гермокабінах. Проте з компонувальних та інших міркувань від такої ідеальної форми доводиться відступати. Так, ліхтарі кабіни екіпажу, повітрозабірники, антени радіолокаторів порушують плавність обводів і призводять до збільшення опору і маси фюзеляжу. Такий же ефект дає і відступ від плавних форм в хвостових відсіках фюзеляжу з метою збільшення кута перекидання або для вкорочення вантажного люка і рампи.
Поперечний переріз фюзеляжу звичайно визначається умовами компоновки вантажів, двигунів, пасажирських салонів.

## Навантаження, що діють на фюзеляж
У польоті і при посадці на фюзеляж діють такі навантаження:
- сил, що передаються на фюзеляж від приєднаних до нього частин літака — крила, оперення, шасі, силової установки та ін.;
- масові інерційні сили агрегатів, вантажів, устаткування, розташованих у фюзеляжі, та інерційні сили від власної маси конструкції фюзеляжу;
- аеродинамічні сили, розподілені по поверхні фюзеляжу;
- сили надмірного тиску в герметичних кабінах, відсіках устаткування, каналах повітрозабірників.

Всі перераховані навантаження з урахуванням принципу д'Аламбера повністю урівноважено на фюзеляжі.
З погляду будівельної механіки фюзеляж можна розглядати як коробчату балку, закріплену на крилі і навантажену перерахованими вище навантаженнями. В будь-якому перетині такої балки діють вертикальні і горизонтальні складові перерізуючих сил, згинальних моментів, а також крутний момент. У герметичних відсіках до цих навантажень додаються зусилля від надмірного внутрішнього тиску.

## Конструктивно-силові схеми фюзеляжу
Найраціональнішою конструкцією, здатною сприймати всі перераховані вище навантаження при мінімальній власній масі, є тонкостінна просторова оболонка, підкріплена зсередини силовим каркасом. Раціональність такої оболонки забезпечується повноцінним використанням її робочої обшивки як при сприйнятті місцевого аеродинамічного навантаження, внутрішнього надмірного тиску, так і в загальній силовій роботі, яка полягає в тому, що обшивка сприймає всю перерізуючу силу, весь крутний момент і бере участь в сприйнятті згинаючих моментів. Оболонка, підкріплена каркасом найкращим чином задовольняє й вимоги зручності компоновки, забезпечення технологічної простоти, а також живучості і експлуатаційної технологічності. З погляду силової роботи така оболонка розглядається як тонкостінна коробчата балка, унаслідок чого силову схему подібних фюзеляжів заведено називати балочною.
Фюзеляжі фермової конструкції, які використовували раніше, неминуче програють за масою балочній конструкції у зв'язку з тим, що обшивка фермових фюзеляжів повністю виключена із загальної силової роботи, сприймаючи тільки місцеве повітряне навантаження і будучи, таким чином, додатковим конструктивним елементом, який збільшує масу конструкції. Просторова ферма надзвичайно утруднює і компонування вантажів у фюзеляжі. Все це привело до того, що фермові фюзеляжі в наш час[коли?] повністю витіснені балочними та їх вживання виправдано лише на легких тихохідних літаках «малої» авіації. Тому надалі фермові фюзеляжі не розглядаються.
Балочні фюзеляжі поділяються на три основні різновиди:
- лонжеронний
- стрингерний
- обшивочний

Поздовжній набір балкового фюзеляжу складається з лонжеронів і стрингерів. Лонжерон відрізняється від стрингера формою і більшою площею поперечного перерізу. Обшивковий фюзеляж поздовжнього набору не має. Поперечний набір фюзеляжу складається зі шпангоутів, що забезпечують збереження при деформаціях заданої форми поперечного перетину оболонки і передачу на обшивку розподілених і зосереджених навантажень. В місцях додатку до фюзеляжу великих зосереджених сил встановлюються посилені шпангоути.
В балочних фюзеляжах перерізальна сила будь-якого напряму повністю сприймається обшивкою, в якій виникає потік дотичних зусиль. Закон розподілу цих зусиль по контуру оболонки залежить від напряму зовнішнього навантаження і від форми поперечного перетину фюзеляжу.
Крутний момент також повністю сприймається обшивкою. Потік дотичних зусиль в цьому випадку рівномірно розподілений по периметру оболонки, що має, як правило, однозамкнутий контур поперечного перетину.
Сприйняття згинаючих моментів фюзеляжу визначається типом балочного фюзеляжу.
В місцях вирізів в оболонці встановлюються силові окантовки, що забезпечують передачу всіх зусиль в зоні вирізу.

### Лонжерони і стрингери
Поздовжні елементи каркаса проходять, як правило, по всій довжині фюзеляжу. Спільно з обшивкою вони сприймають нормальні зусилля при згині фюзеляжу. Прості стрингери і лонжерони звичайно виготовляються з пресованих або гнутих профілів різного перетину. Лонжерони відрізняються від стрингерів більшою жорсткістю.
При великих навантаженнях можуть використовувати складені лонжерони, що складаються з декількох сполучених між собою профілів.
Для окантовки великих вирізів у фюзеляжі часто використовують лонжерони коробчатого перерізу — бімси, які складаються з пресованих профілів, зв'язаних між собою стінками і обшивкою.

### Шпангоути
Діляться на нормальні і посилені. Нормальні забезпечують збереження форми поперечного перетину фюзеляжу. Посилені шпангоути встановлюються в місцях передачі на фюзеляж великих зосереджених навантажень. На них розташовуються стикові вузли агрегатів, вузли кріплення вантажів, двигунів, крупного устаткування, перегородки гермовідсіків та т.п. Силові шпангоути можуть встановлюватися по межах великих вирізів у фюзеляжі. Нормальні шпангоути звичайно мають рамну конструкцію і виготовляються штампуванням або гнуттям з листа.
Посилені шпангоути виконуються у вигляді замкнутої рами звичайно двотаврового або швелерного перетину. Рама шпангоуту розподіляє зовнішнє навантаження по периметру обшивки, потік дотичних зусиль в якій є опорною реакцією для рами. Сама рама працює на згин, який переважно визначає її перетин. Крім того, у будь-якому перетині рами діють перерізуюча і нормальна сили. Конструктивно така рама виготовляється збірною або монолітною. В місцях установки перегородок силовий шпангоут повністю зашивається стінкою, підкріпленою вертикальними і горизонтальними профілями, або сферичною оболонкою з радіально розташованими підкріплюючими елементами.

### Обшивка
Виготовляється з металевих листів, які формуються за профілем поверхні фюзеляжу і потім кріпляться до каркаса. Стики листів розташовуються на поздовжніх і поперечних елементах каркаса. Застосовується, особливо для обшивочних фюзеляжів, вживання монолітних оребрених панелей та шаруватої обшивки з легким, звичайно стільниковим, заповнювачем. Останнім часом набуває поширення обшивка з композиційних матеріалів.

### З'єднання елементів каркаса і обшивки
Можливі три способи з'єднання обшивки з каркасом:
- обшивка кріпиться тільки до стрингерів;
- обшивка кріпиться і до стрингерів, і до шпангоутів;
- обшивка кріпиться тільки до шпангоутів.

В першому випадку наявні тільки поздовжні заклепочні шви, а поперечні шви відсутні, що покращує аеродинаміку фюзеляжу. Проте, незакріплена на шпангоутах обшивка втрачає стійкість при менших навантаженнях, що приводить до збільшення маси конструкції. Щоб уникнути цього часто обшивку зв'язують зі шпангоутом додатковою накладкою — компенсатором. Третій спосіб кріплення використовують тільки у обшивочних (безстрингерних) фюзеляжах.

### Стикові з'єднання відсіків фюзеляжу
Стики відсіків фюзеляжу балочно-лонжеронної схеми виконуються за допомогою стикових вузлів, розташованих тільки на лонжеронах — точковий стик. Конструктивно для цього використовують вузли типу «вухо-вилка» або вузли фітингової схеми.
Балочно-стрингерні фюзеляжі стикуються за принципом контурного стику з розташуванням стикових фітингів по всьому периметру стикового шпангоуту з обов'язковим силовим зв'язуванням обшивки і всіх стрингерів частин фюзеляжу, що стикуються. Балочно-обшивочні фюзеляжі звичайно з'єднуються фланцевим стиком, що забезпечує силовий зв'язок обшивок частин, що стикуються по всьому контуру. Це по суті, контурний стик з єдиним стиковим елементом — кутом, стрічкою і т. ін.

## Кріплення агрегатів літака до фюзеляжу
Вузли кріплення агрегатів до фюзеляжу встановлюються на посилених шпангоутах, які виконують роль жорсткого диску, забезпечуючи розподіл зосереджених навантажень по всьому периметру оболонки фюзеляжу. Для передачі зосереджених навантажень поздовжнього напряму стикові вузли агрегатів повинні бути пов'язані з посиленими поздовжніми елементами фюзеляжу. Для зменшення маси конструкції фюзеляжу завжди бажано зменшувати число посилених шпангоутів, розміщуючи на одному шпангоуті вузли кріплення декількох агрегатів.

### Кріплення крила та стабілізатора
Принциповою особливістю стику крила з фюзеляжем є спосіб урівноваження згинаючих моментів консолей крила в цьому стику. Найраціональнішим вважається урівноваження згинаючих моментів лівого і правого крила на центроплані, пропущеному через фюзеляж. Для лонжеронного крила з цією метою достатньо пропустити через фюзеляж тільки лонжерони, на яких і відбудеться урівноваження згину.
Для кесонних і моноблочних крил через фюзеляж обов'язково повинні пропускатися цілком всі силові панелі крила.
У тому випадку, коли з компонувальних причин пропуск через фюзеляж силових елементів крила неможливий, замикання згинаючих моментів зліва і справа повинне виконуватися на силових шпангоутах фюзеляжу. Очевидно, що таке рішення застосовне лише для лонжеронных крил, в яких число лонжеронів невелике. Кесонні і моноблочні крила вимагають великого числа силових шпангоутів для замикання силових панелей, що конструктивно виконати дуже складно. В цьому випадку слід відмовитися від вказаних силових схем крила і перейти на лонжеронну схему.
Перерізуюча сила крила з кожної його половини повинна передаватися на фюзеляж. З цією метою стінки лонжеронів і додаткові поздовжні стінки крила стикуються з силовими шпангоутами. На ці ж силові шпангоути звичайно спираються і бортові нервюри крила, які, збираючи з замкнутого контуру крила крутний момент, передають його на ці опорні шпангоути. Часто для передачі крутного моменту, обшивка крила і фюзеляжу з'єднується по контуру стикувальним кутовим профілем.
Кріплення стабілізатора до фюзеляжу принципово нічим не відрізняється від схеми стиковки крила. Вісь обертання керованого стабілізатора звичайно закріплюється на одному або двох силових шпангоутах фюзеляжу.

### Кріплення кіля
Кріплення кіля до фюзеляжу вимагає обов'язкової передачі його згинаючого моменту на фюзеляж. З цією метою кожний лонжерон кіля з'єднується з силовим шпангоутом стінкової або рамної конструкції.
Якщо дозволяють умови компонування, то можна використовувати «щоглове» закладення лонжерона в двох точках, що рознесені по висоті силового шпангоуту. Стрілоподібний лонжерон кіля має злам в точці перетину з силовим шпангоутом, що вимагає обов'язкової постановки в цьому перерізі бортової посиленої нервюри або посиленої балки на фюзеляжі. Від них можна відмовитись, якщо силовий шпангоут поставити похило до осі фюзеляжу так, щоб його площина була продовженням площини стінки лонжерона кіля. Але таке рішення має значні технологічні труднощі при виготовленні похилого шпангоута та збірці фюзеляжу.

### Кріплення шасі і двигунів до фюзеляжу
Кріплення двигунів до фюзеляжу здійснюється як всередині до посилених елементів каркаса, так і зовні на спеціальних пілонах. Кріплення пілонів до фюзеляжу подібне до кріплення стабілізатора або крила.

## Вирізи у фюзеляжі
Вирізи під двері, вікна, ліхтарі, люки, ніші шасі, бойове навантаження порушують замкнутість контуру оболонки фюзеляжу і різко знижують її крутну і згинальну жорсткість і міцність. Компенсувати ці втрати можна шляхом створення по контуру вирізу достатньо жорсткої рамної окантовки. При малих розмірах вирізу така окантовка створюється у вигляді монолітної конструкції, одержаної штампуванням з листа або іншими способами виготовлення.
Великі вирізи окантовуються по торцях силовими шпангоутами, а в поздовжньому напрямі посиленими лонжеронами або бімсами, які не повинні закінчуватися на межах вирізу, а продовжуватися за силові шпангоути, забезпечуючи жорстке закладення цих поздовжніх елементів.
Кріплення шасі виконується до посилених шпангоутів і поздовжніх балок в нижній частині фюзеляжу.
Обшивки кіля і фюзеляжу звичайно з'єднуються стикувальним кутником по контуру кіля.

## Гермовідсіки
У гермокабінах при польоті на великих висотах підтримується надмірний тиск до 40 — 60 КПа. Найраціональнішою формою гермовідсіку, що забезпечує його мінімальну масу, є сферична або трохи програюча їй — циліндр зі сферичними днищами. Шпангоут у стику циліндра з сферичним сегментом за рахунок перелому обшивки сприймає достатньо великі стискаючі навантаження і має бути посилений. Обшивка в таких відсіках при навантаженні надмірним тиском повністю позбавлена від згинальних деформацій і працює тільки на розтягання.
Проте, з компонувальних міркувань іноді доводиться відступати від цих раціональних форм, що неминуче приводить до збільшення маси конструкції. Пласкі та близькі до них панелі для забезпечення необхідної згинальної жорсткості при сприйнятті надмірного тиску повинні мати достатньо потужне підкріплення у вигляді поздовжніх і поперечних ребер (балок) або виготовлятися у вигляді тришарових конструкцій.
В конструкціях герметичних відсіків повинна бути забезпечена надійна герметизація по всіх заклепочних та болтових швах. Герметизація швів забезпечується прокладенням між елементами спеціальних стрічок, просочених герметиком, промазуванням швів невисихаючою мастикою, покриттям швів рідким герметиком з подальшою гарячою сушкою. В місцях стику листів обшивки використовують багаторядні заклепочні шви з малим кроком заклепок.
За допомогою спеціальних гермовузлів забезпечується ущільнення виходів проводки управління, трубопроводів та ін.
Особливу увагу надається герметизації ліхтарів, люків, дверей, вікон, що забезпечується спеціальними ущільнювальними пристроями у вигляді гумових стрічок, джгутів, прокладок, надувних трубок.